# Hayato Ikeda
Hayato Ikeda (jap. 池田 勇人 Ikeda Hayato; ur. 3 grudnia 1899 w Yoshina (dzisiejsza Takehara) w prefekturze Hiroszima, zm. 13 sierpnia 1965 w Tokio) – japoński polityk, premier Japonii w latach 1960-1964.

## Życiorys
Od 1949 roku był deputowanym i przywódcą Partii Liberalnej, która w połowie listopada 1955 roku połączyła się z Japońską Partią Demokratyczną, tworząc Partię Liberalno-Demokratyczną. W latach 1960–1964 był jej przewodniczącym. Od lipca 1960 do listopada 1964 roku był również premierem.
Hayato Ikeda był zwolennikiem ścisłej współpracy gospodarczej i wojskowej ze Stanami Zjednoczonymi. Jest uznawany za jednego z najwybitniejszych autorów japońskiego cudu gospodarczego. Dążył do podwojenia PKB w ciągu 10 lat, rozwijając wydatki publiczne, obniżając podatki oraz likwidując bariery dla towarów japońskich na rynkach zagranicznych.